# 名護屋城
名護屋城（なごやじょう）は、佐賀県唐津市〈旧東松浦郡鎮西町・呼子町〉、東松浦郡玄海町（肥前国松浦郡名護屋）にあった日本の城。太閤豊臣秀吉が文禄の役を始める前に築かせた。現在、国の特別史跡に指定されている。平成18年（2006年）には日本100名城（87番）に選定された。

## 概要

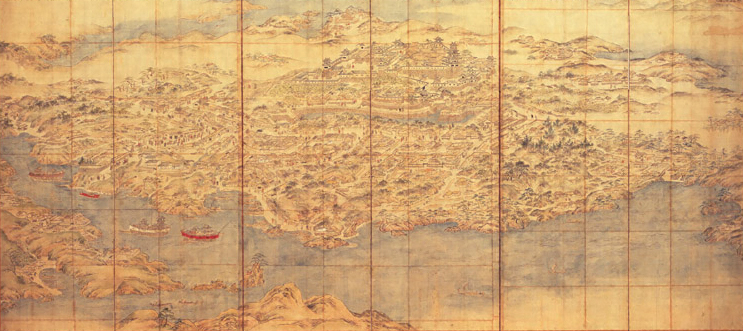
肥前名護屋城図屏風

名護屋（古くは名久野）は海岸線沿いに細長く広がる松浦郡の北東部の小さな湾内に位置し、中世には松浦党の交易拠点の一つであった。ここにはもともと松浦党の旗頭・波多氏の一族である名護屋氏の居城、垣副城があったが、豊臣秀吉は大陸への侵攻を企図した際、ここを前線基地として大掛かりな築城を行った。
名護屋城は波戸岬の丘陵（標高約90メートルほど）を中心に170,000平方メートルにわたり築かれた平山城の陣城である。五重天守や御殿が建てられ、周囲約3キロメートル内に120ヵ所ほどの陣屋がおかれた。
城の周囲には城下町が築かれ、最盛期には人口10万人を超えるほど繁栄した。
秀吉の死亡後、大陸侵攻が中止されたために城は廃城となったと考えられており、建物は寺沢広高によって唐津城に移築されたと伝わる。石垣も江戸時代の島原の乱の後に一揆などの立て篭もりを防ぐ目的で要所が破却され、現在は部分が残る。歴史上人為的に破却された城跡であり、破却箇所の状況が復元保存されている。
- 大正15年（1926年）11月4日、「名護屋城跡並陣跡（なごやじょうあとならびにじんあと）」として国の史跡に指定される。
- 昭和30年（1955年）8月22日特別史跡に指定された。
- 平成18年（2006年）4月6日、日本100名城（87番）に選定され、平成19年（2007年）6月から全国規模の日本100名城スタンプラリーが開始された

明治時代頃の県の古地図には、すべて名護屋の地名は“名古屋城”、“名古屋浦”、“名古屋村”と表記されており、特に正式な公文書では名古屋と書くのが通例だったのが、大正からは“名護屋”と変化している。この元の地名の名護屋は、秀吉の出身地の那古野（）と音が同じだったため築城場所に選んでいる。最初は名古屋城とは先に完成した肥前名古屋城の方を指した。秀吉死後に家康の江戸時代が始まるとすぐに城を破壊されて城自体はなくなり、いち早く江戸の将軍自ら尾張に音の同じ名古屋城が築城され、段々と尾張名古屋城は名古屋城としてあまりにも有名になった。ここに住む者達はその抵抗はあったか不明だが、歴史的経緯や地名はずっと慣れた名古屋の書き名を使い続け、一部の人の中で名古屋城は２つ混在しつづけ、徳川家が築城した尾張名古屋城による知名度の高まりで尾張名古屋城の認知度が全国的に一般的に波及しつつも、県地域の人々によって名古屋という地名の継承が守られ続けた。一方で、秀吉のいた時の出身故郷の名古屋は人口も少ない村だったが、明治の廃藩置県によって県名の名古屋県や愛知県庁所在地の名古屋市を設置し、名古屋というと国内のみならず世界でも通用する地名度と人口は爆発的に増えて押しも押されもせぬ巨大都市へと急成長して有名になりすぎた名古屋城への遠慮や、更には陸軍省の所管となった後に宮内省の所管となり名古屋離宮として大地震被災後も宮内庁によっって国費を投じて文化財として永久保存が決定しそのため修復される（後には旧国宝第一号に設定となる）など、天下人の城よりも更に上の天皇所有の城となったことへの配慮など、そのようなことをきっかけに意思の変貌があったとされ、当時を知る人の時代も変わり、拘りの消失や、同じ名称の混同や誤解を避けて利便性の重視を選んだことで、大正の頃からは元の名護屋の地名に直し（戻し）、現在の名称としてすべて一斉に統一するようになったと考えられる。
黒澤明監督による『乱』（昭和60年（1985年）公開）のロケ地の一つに、名護屋城が選ばれ撮影が行われた。

## 名称
史跡名称は、「名護屋城跡並陣跡」であるが、鎮西町教育委員会の堀苑孝志は、陣跡以外の遺物や遺跡の様子から、より包括的な名称として「肥前名護屋軍事都市遺跡」という名称を提唱している。

## 歴史・沿革

### 背景

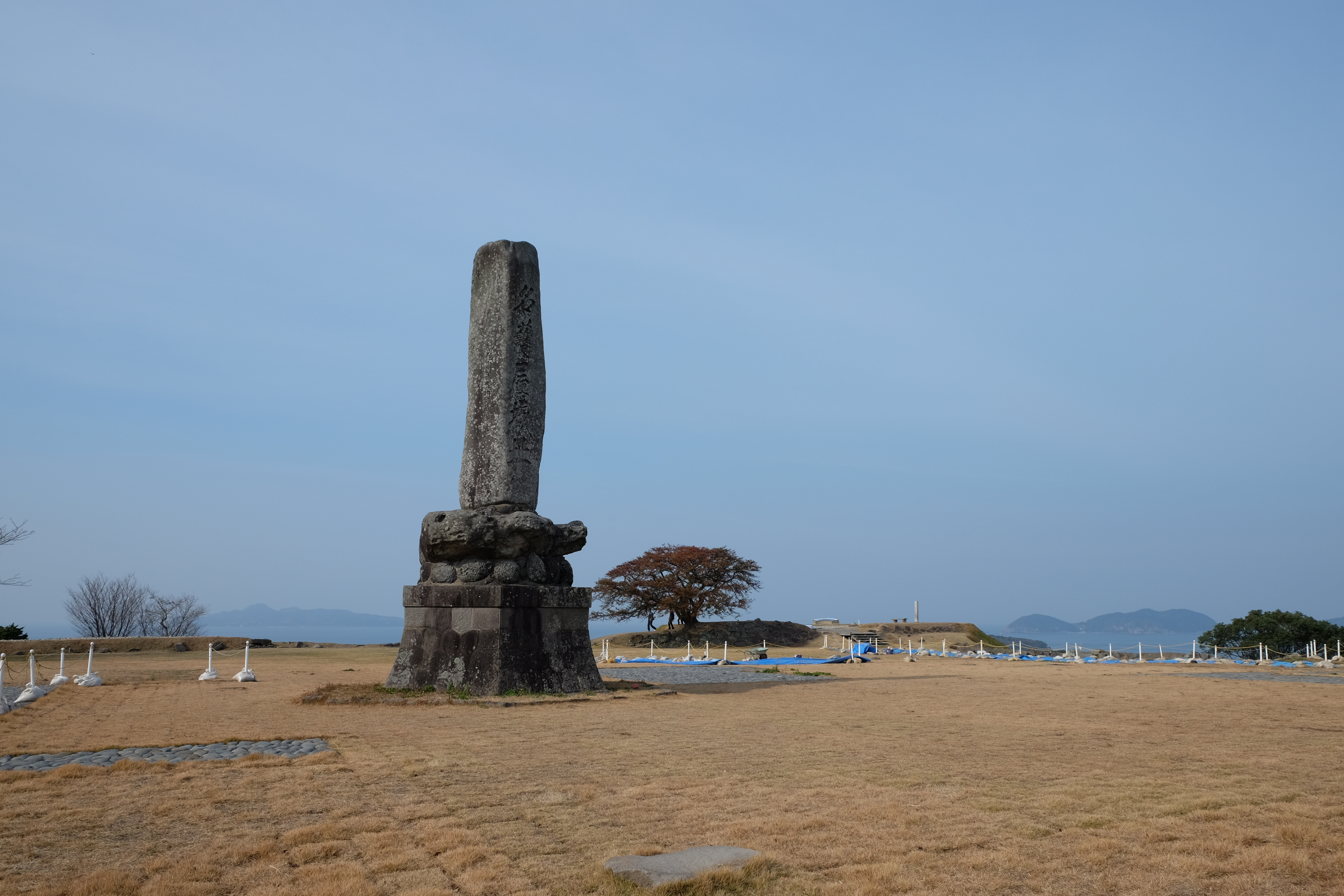
名護屋城本丸跡

天正15年（1587年）、豊臣秀吉は九州の役で島津義久を降した後、天正18年（1590年）、小田原の役において奥州伊達政宗を服属させ、北条氏直を降し、徳川家康を関東に移封して天下統一を成し遂げた。国内統一の途中においてすでに秀吉は世界に目を転じており、九州平定以来、「高麗」つまり李氏朝鮮に、服属と明征伐への協力を要請したが、朝鮮は拒絶した。その後も対馬の宗義調らが複数の交渉を重ねるが、朝鮮側は拒絶の意志を変えなかった。なお秀吉は同様に琉球や呂宋や高山国（台湾）にも使者を出した。

### 築城

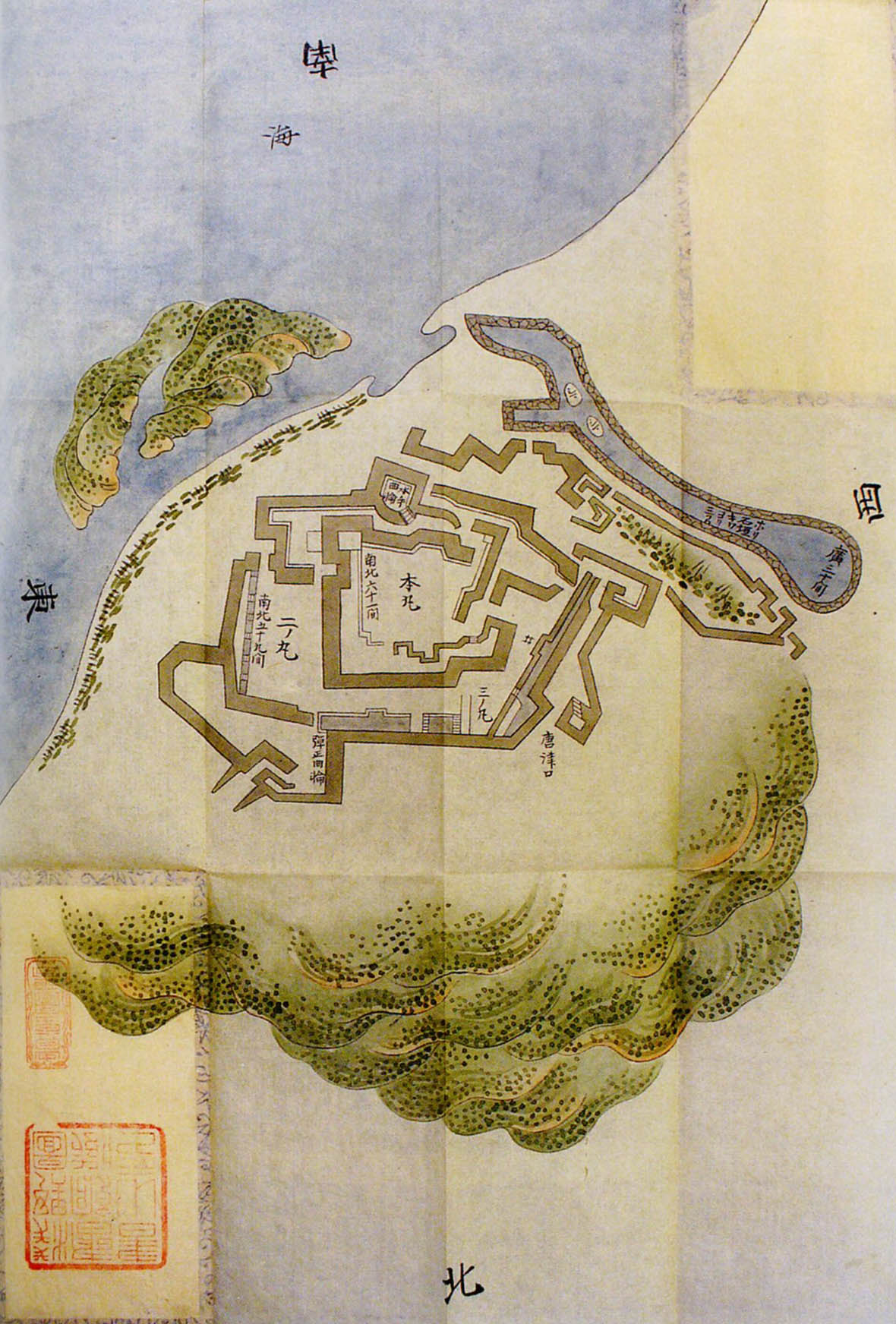
浅野文庫所蔵 諸国古城之図

宗義智から交渉決裂を聞いた秀吉は、天正19年（1591年）8月、「唐入り」を翌年春に決行することを全国に告げ、肥前の名護屋に前線基地としての城築造を九州の大名に命じた。秀吉は自分の地元那古野と同じナゴヤという地名を奇遇に感じ、城の立つ山の名前が勝男山と縁起がいいことにも気を良くしこの地への築城を決めたのだが、この地の領主であった波多親はこれに反対したため不興をかった。また甥の内大臣豊臣秀次に関白を譲って自らは太閤となった。9月、平戸城主松浦鎮信に命じて壱岐の風本に城を築かせた。その築城の担当は、松浦鎮信、日野江城主有馬晴信、大村城主大村喜前、五島城主五島純玄であった（宇久純玄はこの年、姓を五島に改める）。なお、城跡から出土した瓦に「天正十八年」の銘があるものが発見されたことから、築城開始時期が通説の天正19年より早かった可能性も考えられている。
10月上旬、全国の諸大名が名護屋へ到着し、城普請に取りかかった。『松浦古事記』によれば、20万5,570あまりの兵が高麗へ渡り、名護屋在陣は10万2415兵で、総計30万7,985兵で陣立てされた。
築城に際し、縄張りを黒田孝高、そして黒田長政、加藤清正、小西行長、寺沢広高らが普請奉行となり、九州の諸大名を中心に動員し、突貫工事で8か月後の文禄元年（1592年）3月に完成した。規模は当時の城郭では大坂城に次ぐ広壮なものであった。
1592年6月にはドミニコ会修道士のフアン・コボが来日し、名護屋城で秀吉と面会している。これは前年に秀吉が呂宋に対して降伏と朝貢を要求し、原田孫七郎をマニラに送ったため、その答使としてフィリピン総督から派遣されたものである。
ルイス・フロイスが「あらゆる人手を欠いた荒れ地」と評した名護屋には、全国より大名衆が集結し、「野も山も空いたところがない」と水戸の平塚滝俊が書状に記している。唐入りの期間は、肥前名護屋は日本の政治経済の中心となった。

### 作事衆
築城にあたっては本丸数寄屋や旅館などの作事奉行を長谷川宗仁が担当した。大手門は御牧勘兵衛尉が担当し、各所の建築が分担された。

## 構造

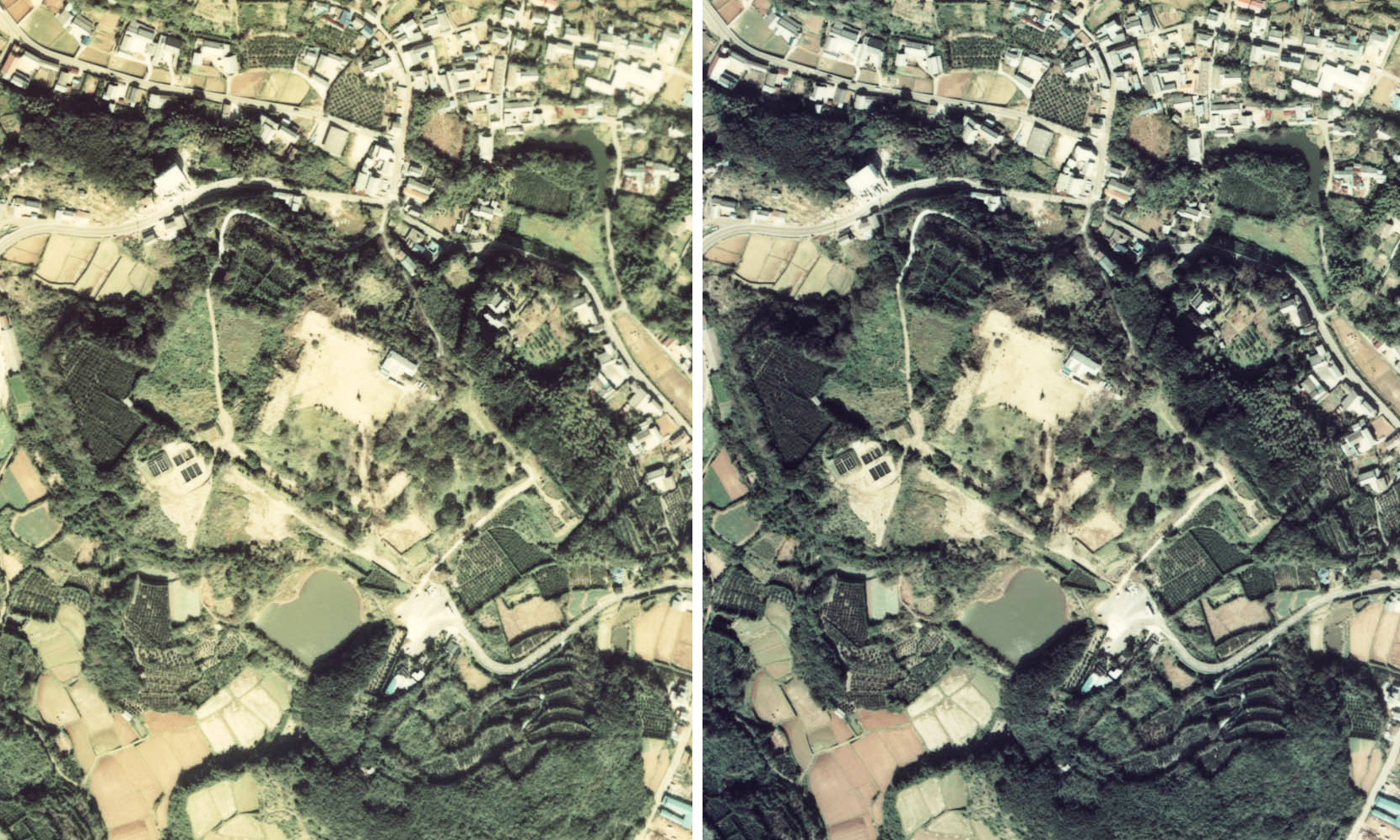
名護屋城のステレオ空中写真（1977年）

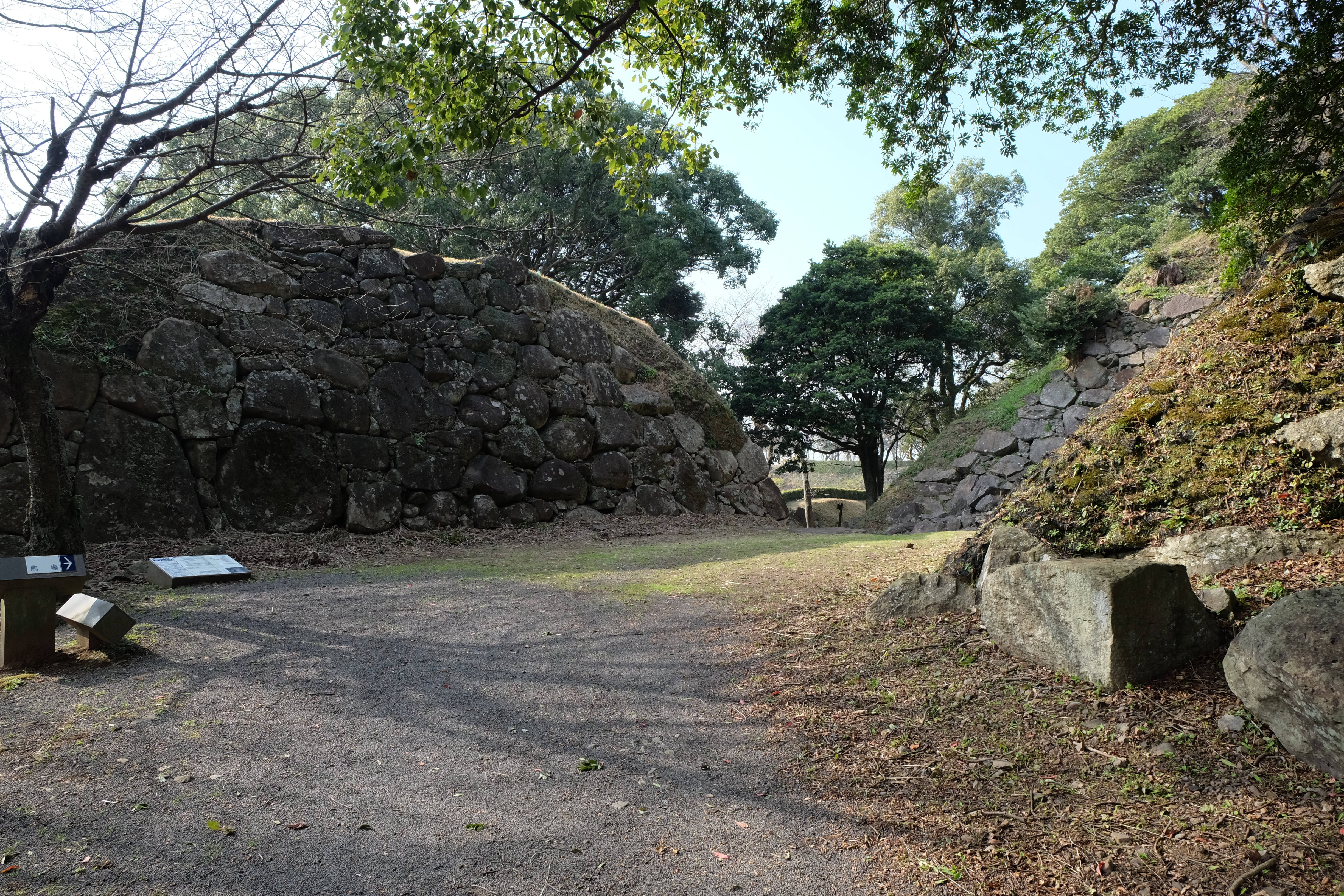
名護屋城馬場跡

本丸・二の丸・三の丸・山里曲輪などを配し、本丸北西隅に望楼型5重7階の天守が築かれた。城跡からは金箔を施した瓦が出土しており、天守に葺かれていたものと考えられている。城郭の周辺には各大名の陣屋が配置された。
- 本丸は東西五十六間、南北六十一間、総高さ三十二間一尺五寸であった。
- 乾の角に天守台があり、高さ十五間。海より池まで十二間一尺、池より三の丸まで十四間三尺五寸。三の丸より本丸まで五間三尺五寸、以上右高さ也。池の長さ百六十三間也、巾十一間より三十一間まであった[7]。

- 二ノ丸は、東西四十五間、南北五十九間。掘立柱の長屋跡が発掘されたが、これは築城時の小屋であったと推定されている。
- 遊撃曲輪は、東西廿六間、南北二十四間。門の礎石が発見されている。
- 弾正曲輪は長さ九十五間、横四十五間又三十間。
- 水ノ手曲輪は十五間四方。本丸等から流れ出る水をこの曲輪に集めたと伝わり、水関連の施設があったとされる。
- 山里曲輪は東西百八十間、南北五十間横ニ廿間四方。茶室等があったとされる。
- 城の廻りは十五町、城への入口は五ヶ所あり、大手門、西ノ門、北ノ門、舟手門、山里通用門だった[7]。
- 三ノ丸は、東西三十四間、南北六十二間。
- このほか、腰曲輪・小曲輪・合而十一曲輪であった [7]。

完成後も度々改築を繰り返したとされ、本丸西側は築城後に石垣部分を壊すことなくそのまま埋め立てて増築された事が判明し、旧石垣も発掘展示されている。三の丸櫓台北側では築城後に改造を受けて門が設置され、その後また撤去された事が発掘調査で判明している。
本丸大手、大手口、東出丸周辺も構造や櫓、城門に大きな相違が見られ、残された「肥前名護屋城図屏風」の二枚とも、現状と異なる部分が確認されている。

## 出兵後
西国衆を中心に総勢15万8,000の兵が9軍に編成され、4月1日（5月12日）に小西行長・宗義智率いる第一陣が朝鮮半島へ出兵したのを皮切りに、名護屋を出発した諸隊は壱岐・対馬を経て朝鮮に渡っていった。秀吉は京都聚楽第を3月26日（5月7日）に出発し4月25日（6月5日）に当地に到着している。以後大政所の危篤時を除いてこの地が本営となる。在城中、秀吉は渡海した諸将に指示を出す一方で、山里曲輪に築いた茶室で茶会を楽しんだり、瓜畑で仮装大会を催したりした。文禄の役では最終的に、20万以上の兵が名護屋から朝鮮に渡った。当地には西国衆の渡海後も、東国衆と秀吉旗本衆の約10万の兵が駐屯している。多くの人員を養うには水源が足りなかったようで、水不足が原因の喧嘩が絶えなかったという。
朝鮮半島で戦線が膠着すると、翌文禄2年（1593年）4月には講和交渉が開始されるが、交渉が破談すると秀吉は、再び慶長2年（1597年）2月から14万人を朝鮮半島へと上陸させた。
この慶長の役でも、補給・連絡の中継地として名護屋は重要な役割を果たした。慶長3年8月18日（1598年9月18日）、秀吉が没したために全軍撤収し、名護屋城もその役割を終えた。出兵の期間中、秀吉が当城に滞在したのは延べ1年2か月であった。

### 文禄・慶長の役以後
朝鮮撤退後、この地は寺沢広高の治めるところとなった。関ヶ原の戦いの後、慶長7年（1602年）、広高は唐津城の築城を開始した。この際に名護屋城を解体し、その遺材を使用した。これ以降に、二度と城が利用できないように、要となる石垣の四隅を切り崩すなどの作業が行われたが、その理由と時期については明確でない。
岸田家文書によると、島原の乱直後に巡検した江戸幕府老中の指示で、一揆が起こった際に名護屋城が利用されないように破却したと記録されている。また、それ以前の一国一城令を受けての破却とも、名護屋城を破壊することで幕府が明国や朝鮮と関係を改善する意思表示をしたとの見方もある。また、大手門は伊達政宗に与えられ、仙台城に移築されたと伝わっている。

## 陣屋跡

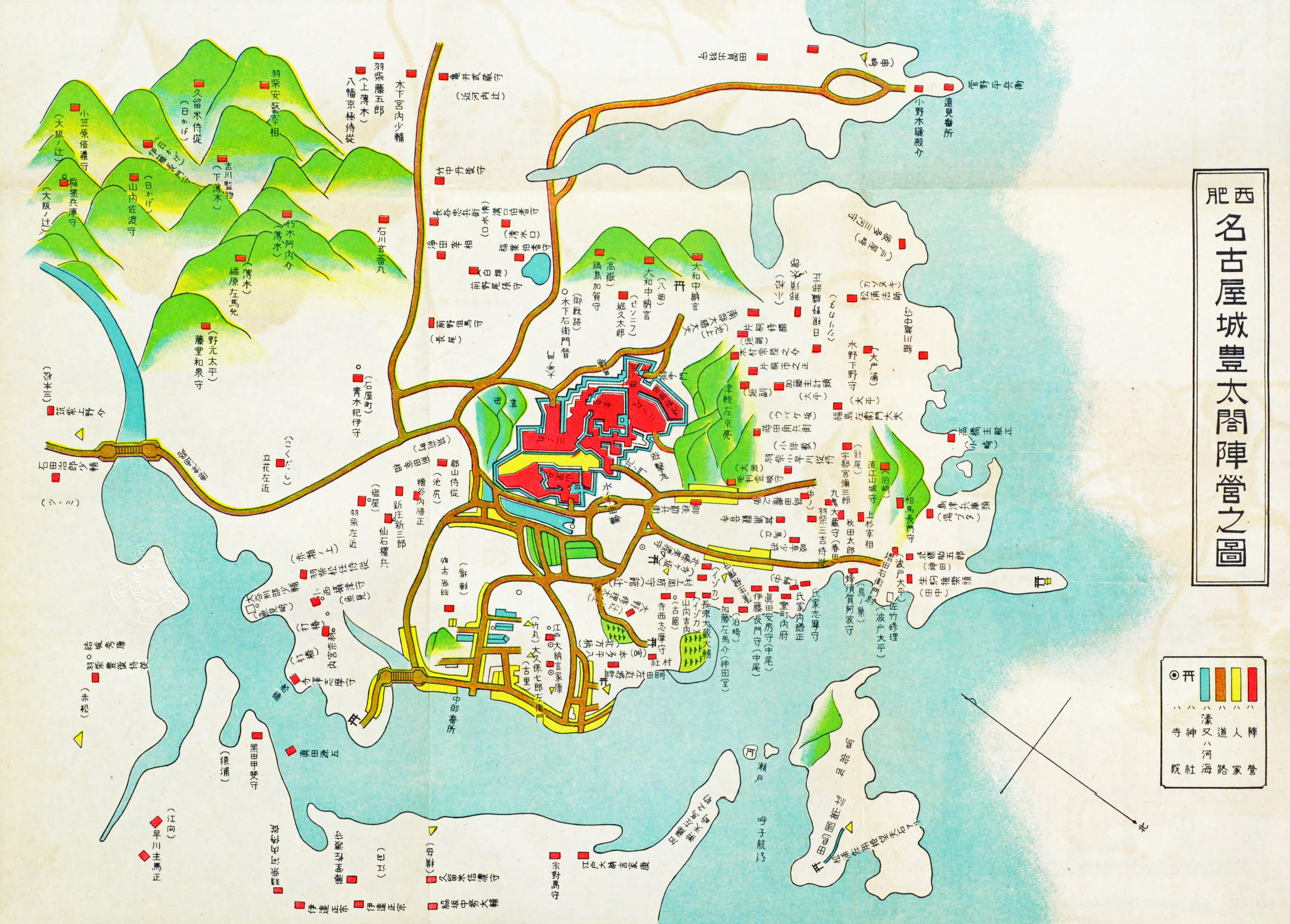
『西肥名古屋城豊太閤陣営図』

『松浦古事記』には「諸大名陣場之事」として102人の武将の陣所の所在地が描かれているが、現在、名護屋城周辺には118ヵ所の陣跡が確認されており、うち65ヵ所に遺構が残っている。特別史跡に指定された陣跡は以下の23箇所。
- 生駒親正陣跡
- 上杉景勝陣跡
- 片桐且元陣跡
- 加藤清正陣跡
- 加藤嘉明陣跡
- 木下利房陣跡
- 木下延俊陣跡
- 木村重隆陣跡
- 九鬼嘉隆陣跡
- 黒田長政陣跡

- 小西行長陣跡
- 島津義弘陣跡
- 伊達政宗陣跡
- 徳川家康陣跡
- 徳川家康別陣
- 豊臣秀保陣跡
- 鍋島直茂陣跡
- 長谷川秀一陣跡
- 福島正則陣跡
- 古田織部陣跡

- 堀秀治陣跡
- 前田利家陣跡
- 毛利秀頼陣跡

## 復元計画
1956年に発足した鎮西町の初代町長、名古屋経一が農漁業中心の町を活性化するために必要として識者と協議し「名護屋城天守閣復元計画」を作成し、1962年に佐賀県教育委員会を通して国に復元許可を申請した。しかし国は天守閣の存在を示す確かな証拠がないとして却下した。このことに対し当時の役場職員は「国や県の役人が『歴史的な背景もあり難しい』と言っていた。あの時代、朝鮮侵略を掲げた拠点を盛り上げることはできなかったのだろう」「実際に町には計画に反対の声が多数寄せられた」と述べ、朝鮮民族に対する配慮が背景にあったと推察している。
その後、1976年から数十年にかけて行われた発掘のデータと狩野派の絵師、狩野光信による「肥前名護屋城図屏風」を基に、西和夫神奈川大学名誉教授による監修の下、天守や本丸の設計図を書き起こしCG化。2015年にタブレット端末等を用いて再現CGを見ながら名護屋城跡を散策できる「バーチャル名護屋城」のサービスを開始した。

## 関連施設
- 佐賀県立名護屋城博物館が隣接している。